# سيمون ديغبي
سيمون ديغبي (بالإنجليزية: Simon Digby)‏ هو لغوي ومترجم بريطاني، ولد في 17 أكتوبر 1932، وتوفي في 10 يناير 2010 بسبب سرطان البنكرياس.